# Quint Juni Rústic (cònsol 119)
Quint Juni Rústic (en llatí Quintus Junius Rusticus) va ser un magistrat romà que va viure al segle ii. Era probablement fill de Luci Juni Arulè Rústic, i formava part de la gens Júnia.
Va ser cònsol romà l'any 119 junt amb l'emperador Hadrià. És mencionat pels Fasti. Probablement és el cònsol Juni del que parla Juvenal.